# 목뿔혀근
목뿔혀근(hyoglossus muscle), 또는 설골설근은 가는 사각형 모양의 근육으로, 목뿔뼈의 몸통 측면과 큰뿔(greater cornu)에서 일어나 거의 수직으로 위쪽으로 주행하여 붓혀근과 혀아래세로근 사이에서 혀의 측면으로 들어간다. 턱밑삼각의 바닥 일부를 이룬다.

## 구조
목뿔뼈 몸통에서 일어나는 근육 섬유는 큰뿔에서 일어나는 근육 섬유와 겹친다.
목뿔혀근의 안쪽과 깊은쪽에 위치하는 구조물에는 혀인두신경(제9뇌신경), 붓목뿔인대, 혀동맥, 혀정맥이 있다.
혀정맥은 목뿔혀근 안쪽을 통과하고 혀동맥은 목뿔혀근 깊은쪽을 통과한다. 목뿔혀근 가쪽에는 목뿔혀근과 턱목뿔근 사이에 몇몇 중요한 구조물들이 위치한다. 가쪽의 구조물들을 위에서부터 나열하면 혀밑샘, 턱밑샘관, 혀신경, 혀밑신경의 동반정맥, 혀밑신경이 있다. 이 중에서 혀신경은 뒤쪽으로 가면 턱밑샘관 위에 위치하게 되며 턱밑샘의 일부는 목뿔혀근과 턱목뿔근 사이 공간으로 들어오게 된다.

## 기능
목뿔혀근은 혀를 내리면서 뒤로 들이며 혀의 등쪽면을 더 볼록하게 만든다.

## 추가 이미지

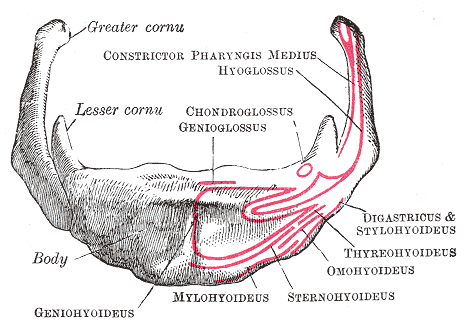
목뿔뼈 앞면.
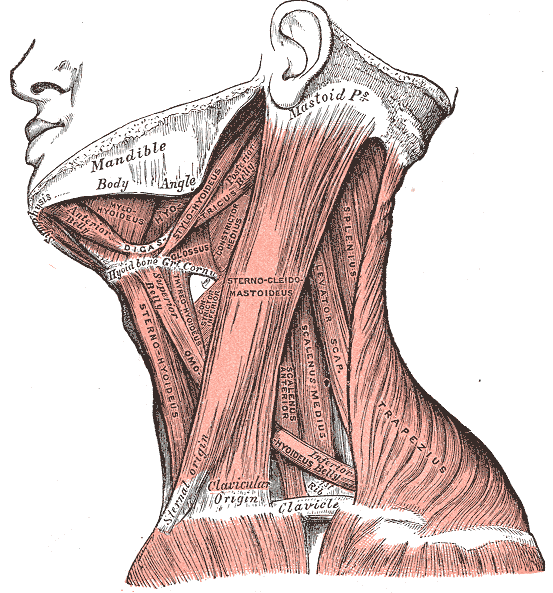
목의 근육, 가쪽에서 본 그림.
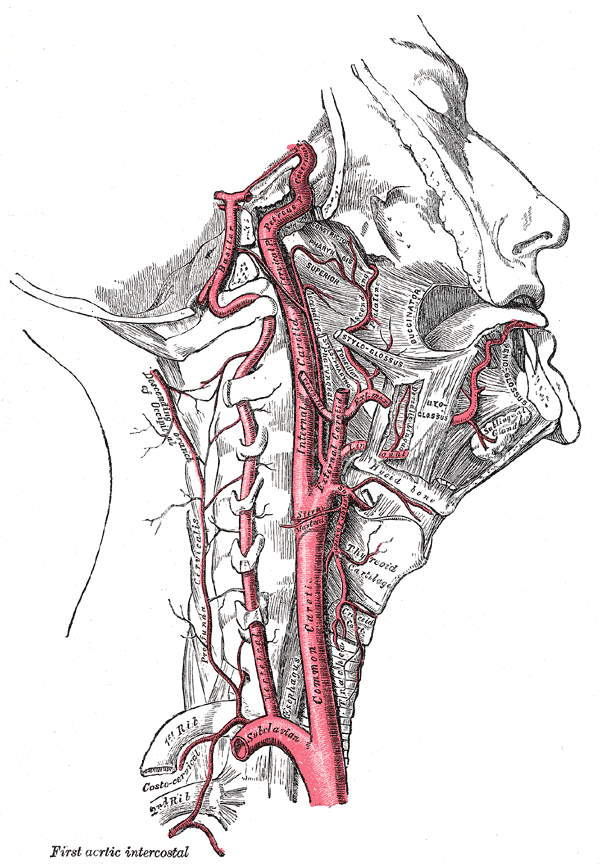
오른쪽 속목동맥과 척추동맥.
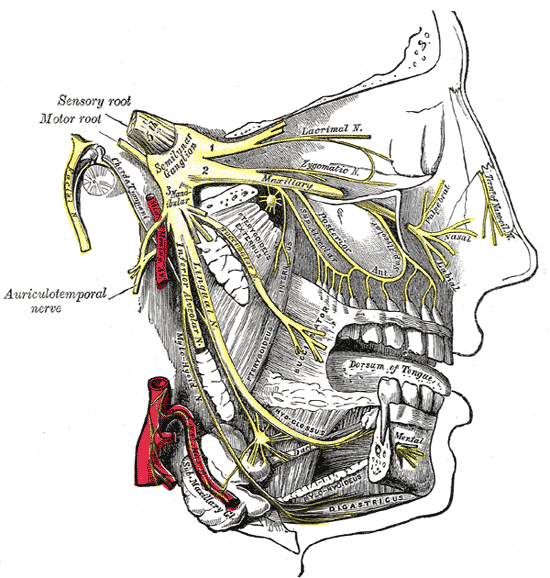
위턱신경과 아래턱신경의 분포, 턱밑신경절.
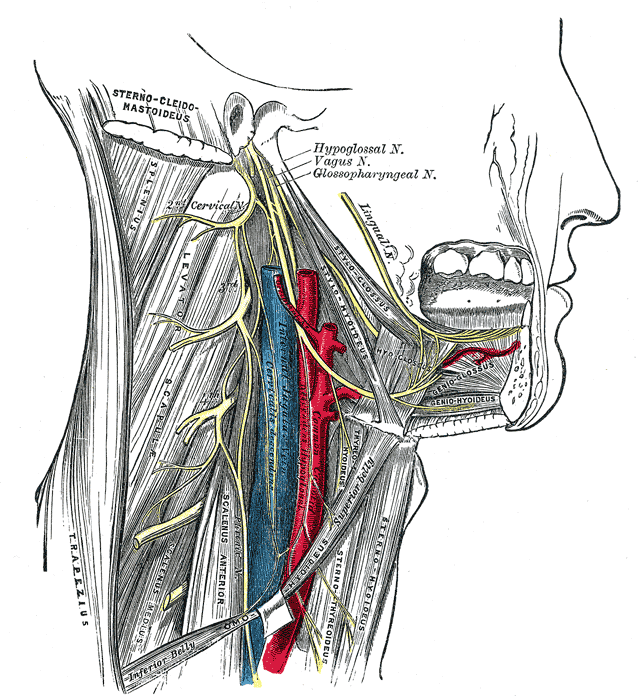
혀밑신경, 목신경얼기와 그 가지들.
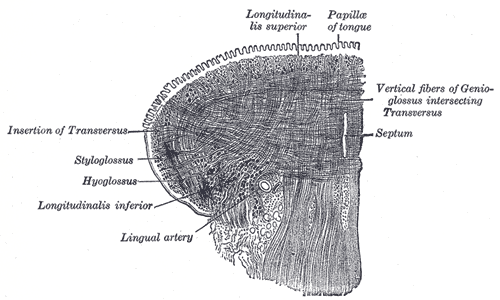
혀의 관상단면, 혀의 자체기원근육들(intrinsic muscles)을 보여줌.
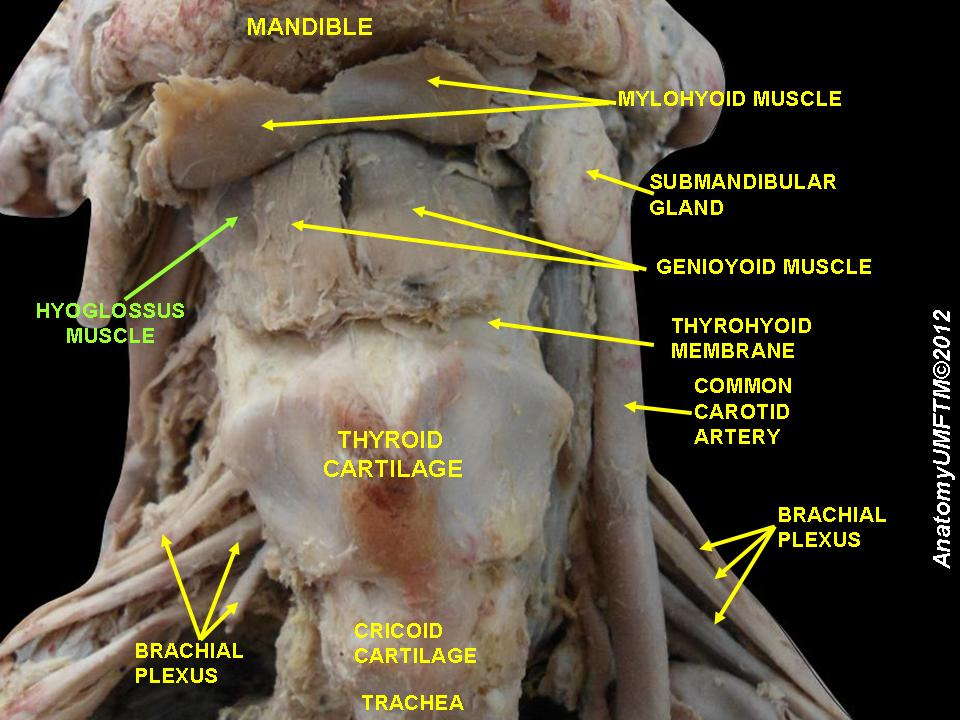
목뿔혀근

## 참고 문헌
이 문서는 현재 퍼블릭 도메인에 속하는 그레이 해부학 제20판(1918) page 1129의 내용을 기초로 작성된 글이 포함되어 있습니다.